# ليوناردو بالنسيا
ليوناردو بالنسيا (بالإسبانية: Leonardo Valencia)‏ (مواليد 25 أبريل 1991) هو لاعب كرة قدم. يلعب مع منتخب تشيلي لكرة القدم. سبق له أن لعب في كأس القارات 2017 مع منتخب بلاده.

## روابط خارجية
- ليوناردو بالنسيا على موقع الاتحاد الدولي (مؤرشف)  (الإنجليزية)
- ليوناردو بالنسيا على موقع قاعدة بيانات كرة القدم.إي يو (الإنجليزية)
- ليوناردو بالنسيا على موقع ناشيونال فوتبول تيمز (الإنجليزية)
- ليوناردو بالنسيا على موقع Soccerway.com (الإنجليزية)
- ليوناردو بالنسيا على موقع كووورة
- ليوناردو بالنسيا على موقع AS.com (الإسبانية)